# Yext
Yext ist ein US-amerikanisches Technologieunternehmen mit Sitz in New York City, das im Online-Marketing-Bereich tätig ist. Yext bietet ein Netzwerk aus verschiedenen Drittanbieterplattformen. Darunter Google, Facebook und Amazon. Das Unternehmen wurde 2006 von Howard Lerman, Brian Distelburger und Brent Metz gegründet. Mittlerweile weist Yext eine Marktkapitalisierung von mehr als 2,0 Mrd. US-Dollar und einen Umsatz von 228,28 Mio. US-Dollar für das Geschäftsjahr 2019 auf.

## Geschichte
Yext wurde 2006 von Howard Lerman gegründet. Nachdem das Unternehmen seine Strategie änderte und 2009 auf das Geschäftsmodell pay-per-call setzte, um Unternehmen Leads zu verschaffen. Damit generierte Yext 2009 einen Umsatz von 20 Mio. US-Dollar.
Im August 2012 verkaufte Howard Lerman sein Geschäftsmodell CityGrid Media von IAC, um sich dann auf sein neuestes Produkt PowerListings, das alle Informationen des Kunden mit den Drittanbieterplattformen synchronisiert, zu fokussieren. Zu diesem Zeitpunkt hatte Yext 27 Mio. US-Dollar durch die 5. Finanzierung des Unternehmens gesammelt und mehr als 950.000 Updates für 50.000 Unternehmen durchgeführt.
Investoren waren u. a. Sutter Hill Ventures, Institutional Venture Partners und WGI Investments. 2016 generierte das Unternehmen 89 Mio. US-Dollar Umsatz und erweiterte die Zentrale in der One Madison Avenue auf knapp 4000 Quadratmeter. Yext bietet Produkte, die über Unternehmenslisten- und anzeigen hinausgehen.
2017 kündigte Yext (NYSE: "YEXT") an, mit einem Startwert von 11 US-Dollar an die Börse gehen zu wollen. Am 13. April 2017 wurde Yext dann an der New Yorker Börse gelistet und zum ersten Mal gehandelt.

## Leitung
Yext wird geleitet vom CEO und Gründer Howard Lerman. Weitere Führungskräfte sind:
- Brian Distelburger, Gründer und Vorsitzender

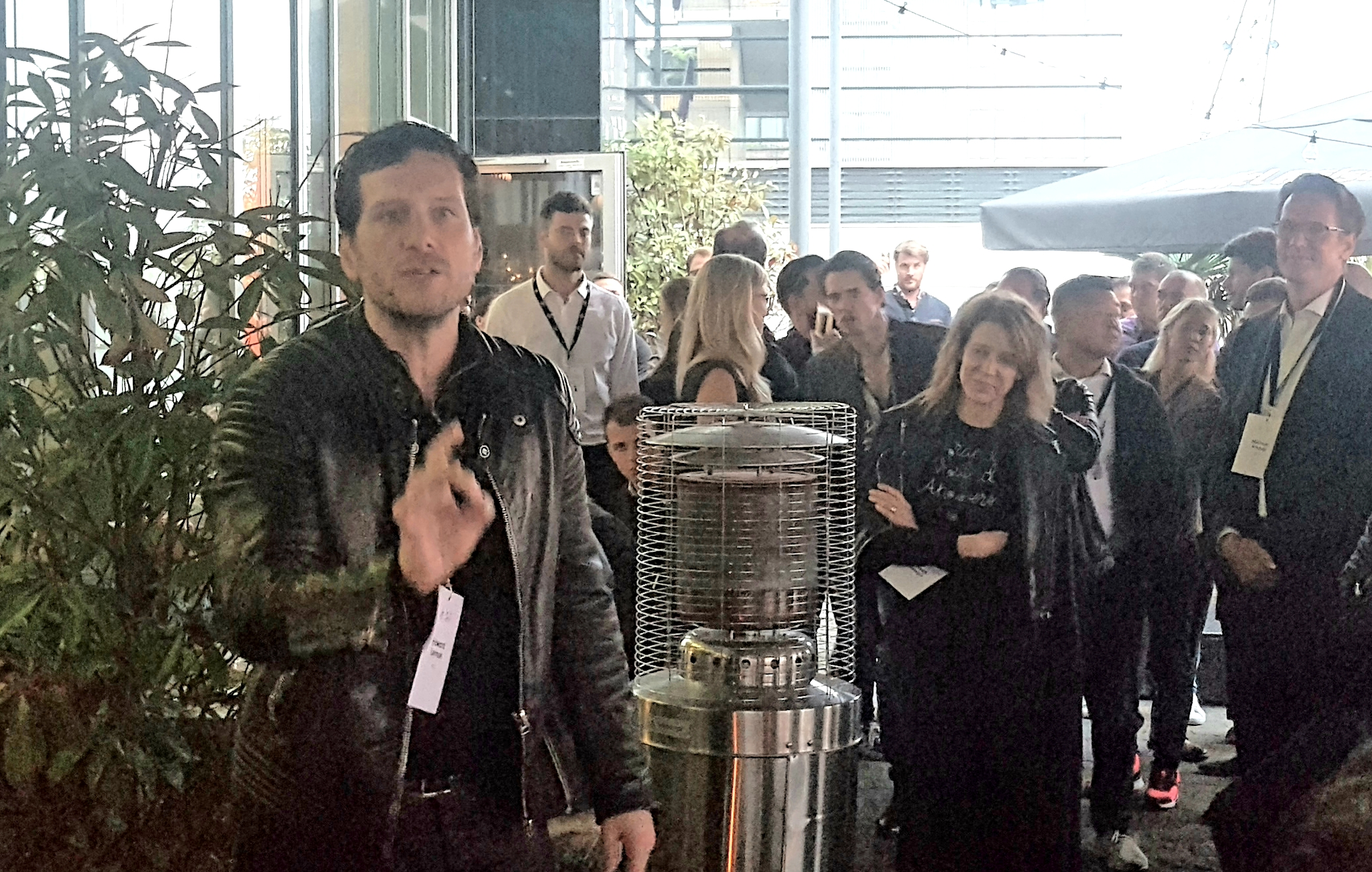
Howard Lerman, CEO, links im Bild.

- Steve Cakebread, CFO

## Geschäftszahlen
| Jahr | Umsatz | Gewinn | Bilanzsumme | Mitarbeiter |
| ---- | ------ | ------ | ----------- | ----------- |
| 2017 | 124    | −75    | 86          | 630         |
| 2018 | 170    | −67    | 203         | 800         |
| 2019 | 228    | −43    | 267         | 900         |